# Zapasy na Igrzyskach Afrykańskich 1991
Zapasy na Igrzyskach afrykańskich w 1991 odbywały się w dniach 21 - 22 września w Kairze.

## Tabela medalowa
| Poz. | Państwo    |    |    |    | Razem: |
| ---- | ---------- | -- | -- | -- | ------ |
| 1    | Nigeria    | 10 | 7  | 2  | 19     |
| 2    | Egipt      | 10 | 5  | 4  | 19     |
| 3    | Algieria   | 0  | 4  | 7  | 11     |
| 4    | Kamerun    | 0  | 2  | 1  | 3      |
| 5    | Senegal    | 0  | 1  | 4  | 5      |
| 5    | Mauritius  | 0  | 1  | 0  | 1      |
| 7    | Madagaskar | 0  | 0  | 2  | 2      |
| Poz. | Razem:     | 20 | 20 | 20 | 60     |

## Wyniki mężczyźni

### styl wolny
| Waga   | Złoto:               | Srebro:             | Brąz:                 |
| 48 kg  | Amos Ojo             | Hiszam Mustafa      | Mohamed Benhamadi     |
| 52 kg  | Joe Oziti            | Rachid Benhamadi    | Herizo Rakotondramasy |
| 57 kg  | Tebe Dorgu           | Tarik Ibrahim       | Abdennour Boukhaoua   |
| 62 kg  | Idris Jimoh          | Aszraf Hanafi       | Pemd Ranadrianaivosoa |
| 68 kg  | Ibo Oziti            | Francois Yinga      | Sabir Ahmad Hafiz     |
| 74 kg  | Okpamen Egbobamien   | Anthony Mbume Avom  | Muhammad al-Chudari   |
| 82 kg  | Enekpedekumoh Okporu | Imad Hasan Muhammad | Djiby Diouf           |
| 90 kg  | Victor Kodei         | Joseph Landinaff    | Muhammad Abd al-Munim |
| 100 kg | Christian Iloanusi   | Ali Dżabr           | Jean Byte             |
| 130 kg | Jackson Bidei        | Mor Wade            | Imad Szaban           |

### styl klasyczny
| Waga   | Złoto:                            | Srebro:           | Brąz:               |
| 48 kg  | Nadżib Ahmad                      | Isaac Jacob       | Yacine Benzaid      |
| 52 kg  | Aszraf Abd al-Fattah              | Godswill Tieberi  | Rachid Benhamadi    |
| 57 kg  | Imad ad-Din al-Asar               | Winfred Fadagha   | Abdennour Boukhaoua |
| 62 kg  | Ahmad Kamil Muhammad Husajn       | Daniel Igali      | Derradji Abdelkader |
| 68 kg  | Husam ad-Din Hamid                | Mazuz Bin Dżada   | George Kolapo       |
| 74 kg  | Muhammad al-Chudari               | Tadjer Nacer      | Olawale Akala       |
| 82 kg  | Muhji ad-Din Abd al-Haris Ramadan | Friday Agumenewai | Lofti Rahmani       |
| 90 kg  | Mustafa Abd al-Haris Ramadan      | Martins Ubaha     | Tapha Guèye         |
| 100 kg | Kamal Ibrahim                     | Karim Boudjemaa   | Anthony Jerome      |
| 130 kg | Hasan al-Haddad                   | Simon Datok       | Bounama Touré       |